# Megasporângio
Em botânica, chama-se megasporângio ao órgão feminino das plantas espermatófitas, onde são produzidos os megásporos - que contêm ou dão origem aos gâmetas femininos - a oosfera
Esta designação provém das dimensões relativas dos diferentes esporos: o feminino muito maior que o masculino. O órgão masculino destas plantas chama-se microsporângio, que produz esporos haplóides - os grãos de pólen que contêm os gâmetas masculinos, os anterozóides.
Nas angiospérmicas, as plantas que produzem flores, o megasporângio é o ovário. Nas gimnospérmicas, como os pinheiros, que não têm verdadeiras flores, os megasporângios são as escamas das pinhas ou cones femininos - normalmente maiores que os masculinos - e por isso, tomam o nome de megasporófilos, enquanto que os cones masculinos se designam por microsporófilos.